# Paradou AC
Paradou AC is een Algerijnse voetbalclub uit de hoofdstad Algiers.

## Geschiedenis
De club werd opgericht in 1994 en klom op tijd van ongeveer tien jaar op naar de hoogste klasse, waar de club in 2005 voor het eerst speelde. Na twee seizoenen degradeerde de club echter. In 2012 degradeerde de club naar de derde klasse. In 2015 promoveerde de club weer en in 2017 promoveerde de club opnieuw naar de hoogste klasse. 